# Twist and Shout (The Tremeloes)
Twist and Shout è il secondo album dei Brian Poole & The Tremeloes, pubblicato nel 1963 nel Regno Unito.

## Tracce
Lato A
1. Twist and Shout – 2:05 (Bert Berns, Phil Medley)
2. Twenty Miles – 2:01 (Bernie Lowe, Ralf Mann)
3. If You Gotta Make a Fool of Somebody – 2:35 (Rudy Clark)
4. You Don't Love Me Anymore (And I Can Tell) – 2:05 (Nicollet Tady)
5. Meet Me Where We Used to Meet – 2:21 (Don Jordan, Gail Powers, Al Wayne)
6. Don't Be Afraid Little Darlin' – 1:55 (Barry Mann, Cynthia Weil)
7. We Know – 1:53 (Del Hidden)
8. Alley Oop – 3:23 (Dallas Frazier)

Lato B
1. Baby Workout – 2:29 (Alonzo Tucker, Jackie Wilson)
2. Over the Mountain Across the Sea – 2:25 (Rex Garvin)
3. Twist Little Sister – 1:56 (Johnny Beveridge, Pete Oakman)
4. Da Doo Ron Ron – 2:08 (Jeff Barry, Ellie Greenwich, Phil Spector)
5. Run Back Home – 2:00 (John Jeeves, Darren Mitchell)
6. South Street – 2:19 (David Appell, Kal Mann)
7. Peanuts – 2:17 (Little Joe Cook)
8. Keep On Dancing – 1:57 (Alan Blakely, Brian Poole, Mike Smith)